# Klemenspol
Klemenspol (biał. Клемянсполле; ros. Клеменсполье) – wieś na Białorusi, w obwodzie witebskim, w rejonie brasławskim, w sielsowiecie Mieżany.

## Historia
W czasach zaborów dobra w granicach Imperium Rosyjskiego.
W dwudziestoleciu międzywojennym majątek leżał w Polsce, w województwie nowogródzkim (od 1926 w województwie wileńskim), w powiecie brasławskim, w gminie Dryświaty.
Według Powszechnego Spisu Ludności z 1921 roku zamieszkiwały tu 43 osoby, 38 było wyznania rzymskokatolickiego, a 5 staroobrzędowego. Jednocześnie 32 mieszkańców zadeklarowało polską przynależność narodową, 10 białoruska, a 1 rosyjską. Był tu 1 budynek mieszkalny. W 1931 zamieszkiwało tu 7 osób w 2 budynkach.
Miejscowość należała do parafii rzymskokatolickiej w Dryświatach. Podlegała pod Sąd Grodzki w Turmoncie i Okręgowy w Wilnie; właściwy urząd pocztowy mieścił się w Dryświatach.